# Gwinea Równikowa na Letnich Igrzyskach Olimpijskich Młodzieży 2010
Gwineę Równikową na Letnich Igrzyskach Olimpijskich Młodzieży 2010 w Singapurze reprezentowało 21 sportowców w 2 dyscyplinach.

## Skład kadry

### Lekkoatletyka
Chłopcy:
- Antimo Oyono - bieg na 200 m - 20. miejsce w finale

Dziewczęta:
- María del Pilar Loheto - bieg na 100 m - 29. miejsce w finale
- Marina Ayene Nvo - bieg na 1000 m - 17. miejsce w finale

### Piłka nożna
Drużyna dziewcząt:
 srebrny medal
- Justina Alene
- María Angono
- Immaculada Angue
- Mónica Asangono
- Felicidad Avomo
- Celestina Bikoro
- Vida Fegue
- Justina Lohoso
- Rosa Mangue
- Belinda Mikue
- Pilar Monojeli
- Leticia Nchama Biyogo
- Dolores Nchama
- Verónica Nchama
- Judit Ndong
- Felicidad Nguema
- Antonia Obiang
- Constancia Okomo